# Alpinismo

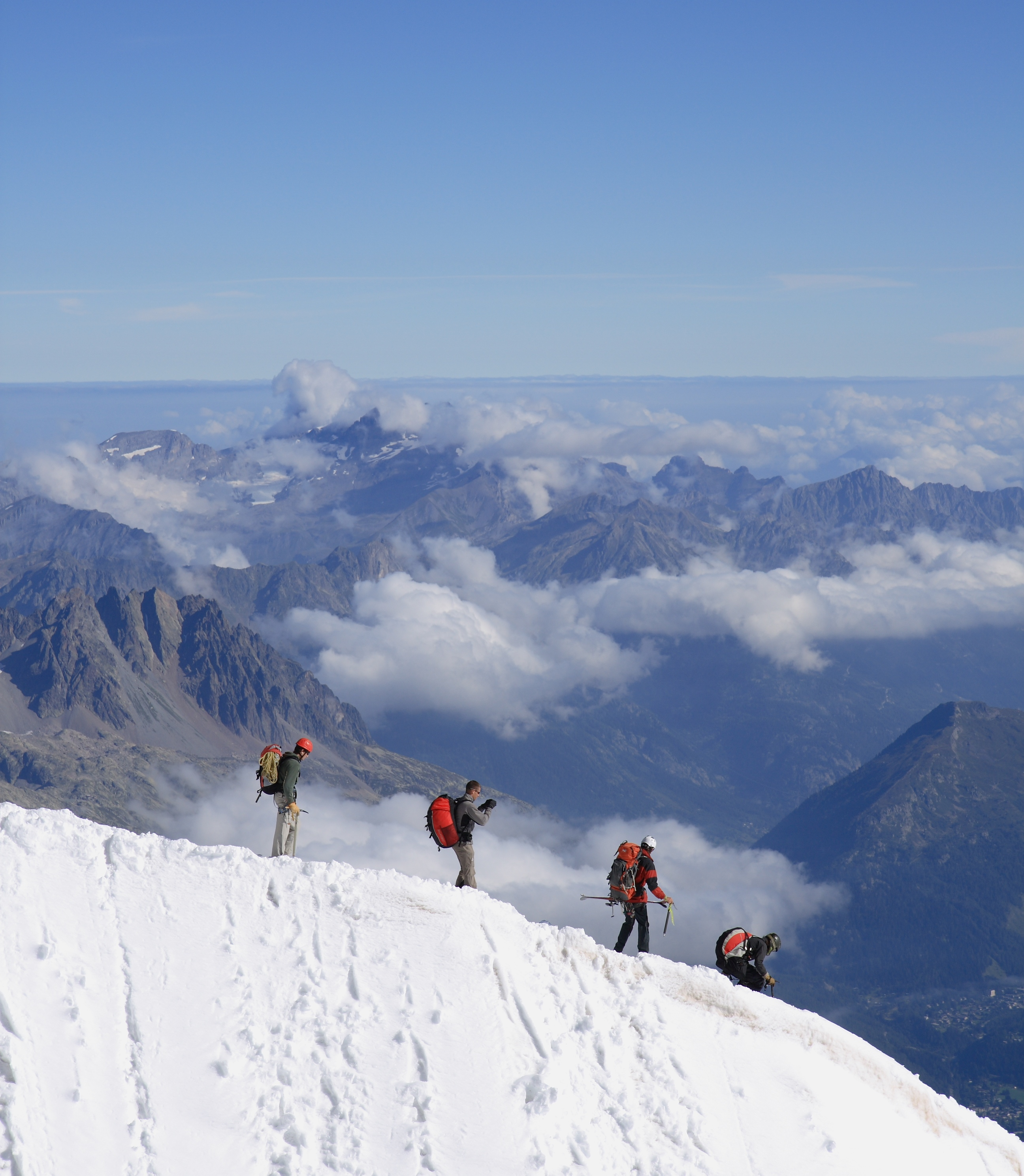
Alpinistas encordados

Alpinismo é uma atividade desportiva de ascensão em montanhas, picos, rochas escarpadas e similares, acima dos 2 500 m, que exige equipamento de montanha apropriado, uma técnica de progressão que lhe é própria, boa preparação física e, em alguns casos, a presença de um guia de alta montanha com uma formação específica, para escolher o percurso e assegurar a cordada. Alpinista é nome dado aquele que exerce esse desporto ou atividade.
O alpinismo não deve ser confundido com o montanhismo que além de um termo genérico relacionado com a montanha, também se pode referir à prática da marcha em condições de baixa ou média montanha.

## Etimologia
A palavra alpinismo deriva da atividade desportiva de alto nível realizada na cordilheira centro Europeia conhecida por Alpes. Este termo é no entanto atualmente utilizado como um termo genérico, para definir qualquer ascensão em qualquer zona montanhosa do globo. Prática com um risco elevado, que exige consideráveis conhecimentos, técnicos, físicos, psicológicos, de material e equipamento, e do conhecimento das características destas regiões.
Em oposição, também são usados os termos Andinismo (=nos Andes),[carece de fontes?] Marumbinismo (=no Marumbi)[carece de fontes?] e outros.

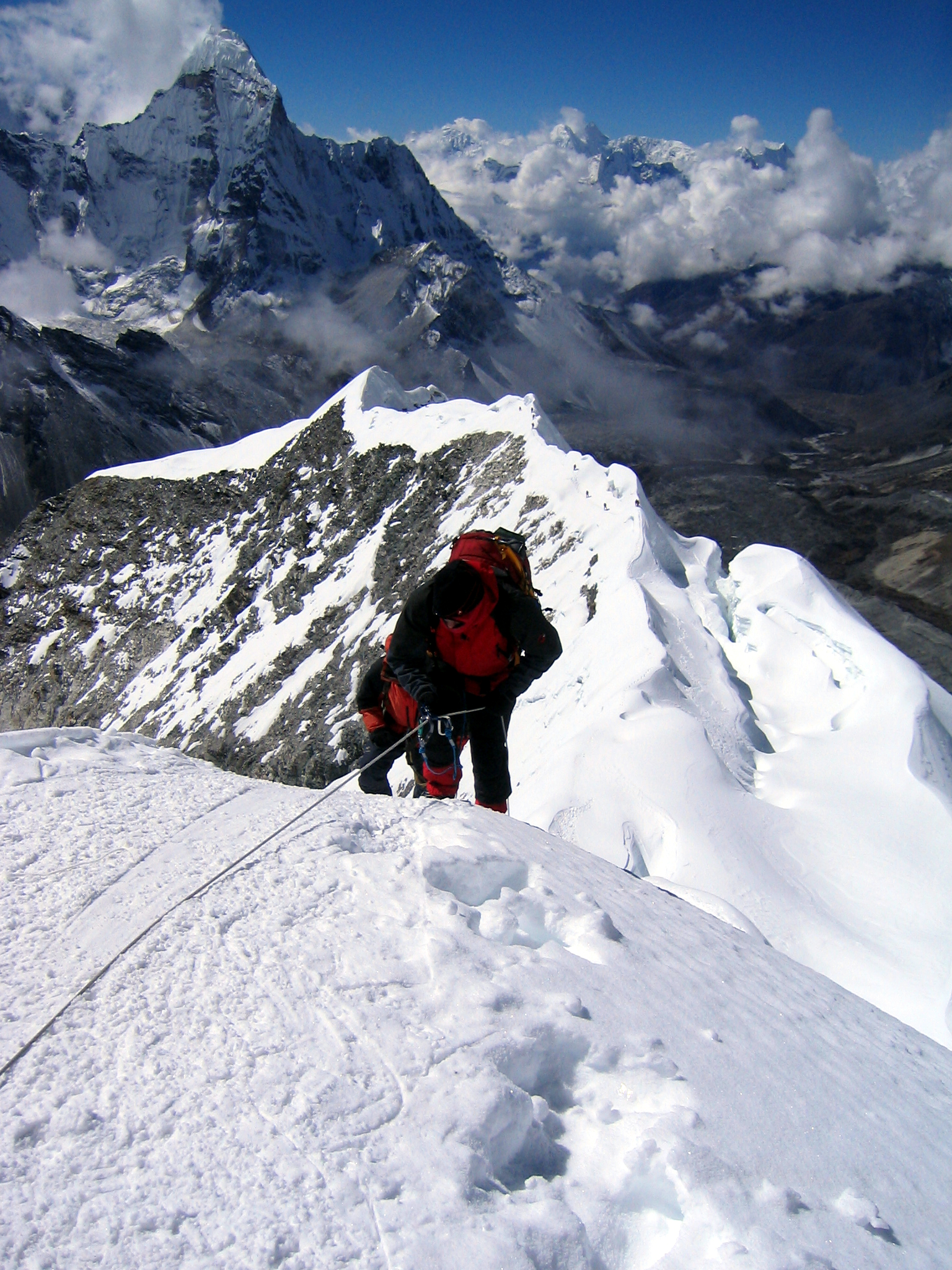
Alpinista na neve

## Prática alpinista
O alpinismo é uma prática desportiva de alta montanha, baseada em diferentes técnicas de progressão e com equipamento de montanha apropriado, pelo que não deve confundida com o montanhismo.
Até recentemente, a escalada e o alpinismo eram entendidos como variantes do montanhismo. Atualmente, porém, considerando o grau de especificidade que estas modalidades atingiram, o montanhismo passou a designar apenas as atividades de marcha em condições de média montanha (até 2 500 aproximadamente), que não requerem materiais e técnicas típicas do alpinismo e da escalada, embora na realização de um percurso de média montanha também possa ser necessário o recurso a pequenas manobras de corda para ultrapassar pequenos obstáculos de rocha ou eventualmente ultrapassar zonas de neve e gelo. O alpinismo é regido pela União Internacional das Associações de Alpinismo
Pode dizer-se que a partir da ideia de montanha, mas a um nível superior, aparecem duas atividades:
- alpinismo, que, contrariamente ao montanhismo, necessita um equipamento apropriado;[5]
- escalada, com características ainda mais definidas, mas não necessariamente feito na alta montanha pois pode ser exercido numa parede artificial.

## História do alpinismo
As montanhas sempre fizeram parte da história humana por se tratarem de obstáculos a serem transpostos em viagens, explorações ou migrações, mas antigamente, até à Idade Média, os homens evitavam os cumes aos quais levantavam rumores e lendas, e em 1387 os magistrados de Lucerna fecharam o monge Niklaus Bruder e cinco outros religiosos que haviam tentado subir o Monte Pilatus da região.
Em 1492, Antoine de Ville escalou o Monte Aiguille, na França, apesar das inúmeras superstições existentes a respeito de seu cume. Em 1744 ocorre a chegada ao cume (chamada pelos montanhistas de "conquista"), do Monte Titlis, nos Alpes berneses; em 1770, a do Monte Buet, no Maciço do Giffre, Alpes Ocidentais, e em 1779 o Monte Vélan, nos Alpes Peninos, também é conquistado.
O alpinismo moderno, porém, nasceu em 8 de agosto de 1786, quando dois franceses, o médico Michel Paccard e o cristaleiro Jacques Balmat, motivados por um prémio oferecido por Horace-Bénédict de Saussure (considerado o fundador do alpinismo), venceram os 4 810 metros do Monte Branco, na fronteira entre França e Itália. O alpinismo toma um impulsão importante com os grandes nomes do alpinismo inglês como Edward Whymper, Albert F. Mummery, Frederick Gardiner, naquilo que ficou conhecido como a idade de ouro do alpinismo, no fim do século XIX e início do século XX quando se verifica uma verdadeira corrida à conquista de montanhas até então inexploradas.
As mais altas perspetivas, no sentido próprio, deveriam no entanto abrir-se ao alpinismo depois da conquista do Monte Branco pelo naturalista genebrino Horace Bénédict de Saussure e os seus companheiros em 1786-1787. A partir de 1900, o alpinismo começa a desenvolver-se como desporto de competição, tendo começado como a escalada chamada de artificial. O alemão Wilhelm Welzenbach é o primeiro a atacar-se às cascata de gelo usando crampons especiais e é ele que estabelece uma escala de dificuldades das vias de ascensão artificiais. Em 1925, escalada a face Norte do Dent d'Hérens, seguido pelo Fiescherhorn e o Weisshorn entre 1930 e 1933.A ascensão da face Norte do Cervin em 1931 inaugura a série dos últimos grandes desafios. Em 1938, os alemães Anderl Heckmair e Ludwig Vörg conquistam com os austríacos Fritz Kasparek e Heinrich Harrer a face Norte do Eiger.
Em 1978, a União Internacional das Associações de Alpinismo junta cinco graus à escala das dificuldades, a chamada cotação de montanha, criadas por Willo Welzenbach em 1947, e que na origem só contava seis.

## Variantes
Os equipamentos com mais possibilidades e maior facilidade de utilização abriram novas possibilidades; escalada livre, mesmo se preso, tornam-se mais correntes que a escalada artificial. A varapa torna-se cada vez mais um desporto de competição ao qual se exercitavam em paredes de escalada antes de se lançar em vias inéditas ao assalto dum cume já vencido. Foi assim que em 1984, Martin Scheel abriu um via de grau 9 na Cordilheira de Ratikon, as passagens mais difíceis estão atualmente cotadas de 10 ou 11. A partir dos anos 1970, o alpinismo pratica-se em todas as montanhas do planeta sobre formas que vão do desporto de lazer ao desporto extremo. Depois diversificou-se pouco a pouco em numerosas especialidades como a escala de competição nas   paredes artificias, a escalada de cascata de gelo, o trekking, o snowboard em alta montanha, e as suas variantes com vela ou paraquedas, ou ainda o canyoning.

## Grandes desafios
As cotações são notas que definem o grau de dificuldade de cada desafio. Os maiores desafios para alpinismo são as escaladas das montanhas com mais de 8 000 metros de altitude, todas no Himalaia, e das montanhas mais altas dos Alpes, Pirenéus, Andes e Montanhas Rochosas, bem como as extensas paredes verticais, como Torres Trango e Eiger. Há outros desafios importantes como sejam por exemplo as três grandes vertentes norte dos Alpes.

### Datas históricas do alpinismo
| Cume                    | Localização                  | Primeira Ascensão |
| ----------------------- | ---------------------------- | ----------------- |
| Monte Aiguille          | Maciço do Vercors (França)   | 1492              |
| Monte Branco            | Alpes (França e Itália)      | 1786              |
| Monte Rosa              | Alpes (Itália e Suíça)       | 1855              |
| Eiger                   | Alpes (Suíça)                | 1858              |
| Matterhorn              | Alpes (Itália e Suíça)       | 1865              |
| Kilimanjaro             | Tanzânia                     | 1889              |
| Aconcágua               | Andes (Argentina)            | 1897              |
| Dedo de Deus            | Rio de Janeiro (Brasil)      | 1912              |
| Olimpo-Conjunto Marumbi | Paraná (Brasil)              | 1879              |
| Monte McKinley (Denali) | Alasca (Estados Unidos)      | 1913              |
| Maciço Logan            | Yukon (Canadá)               | 1925              |
| Annapurna               | Himalaia (Nepal)             | 1950              |
| Cerro Fitzroy           | Andes (Argentina e Chile)    | 1952              |
| Monte Everest           | Himalaia (Nepal e China)     | 1953              |
| Gasherbrum I (K5)       | Himalaia (Paquistão e China) | 1954              |
| Kanchenjunga            | Himalaia (Índia e Nepal)     | 1955              |

## Clubes
Clubes de alpinismo e datas de criação
- 1857 - Clube alpino inglês
- 1863 - Clube alpino italiano e Clube alpino suíço
- 1874 - Clube alpino francês
- 1959 - Clube Alpino Paulista

## Terminologia

### Primeiro
O primeiro de cordada (em francês:  cordée) é o nome dado ao chefe da expedição, e o termo é tanto mais bem empregue que como guia e chefe de expedição vai à frente, e logo é o primeiro.

### Primeira
Primeira é o termo empregue para definir a primeira vez que se faz a ascensão de uma montanha. É célebre a data do 8 de Agosto de 1786 pois foi nesse dia que pela primeira vez se subiu ao cume do Monte Branco.

### Moulinette-Top-rope

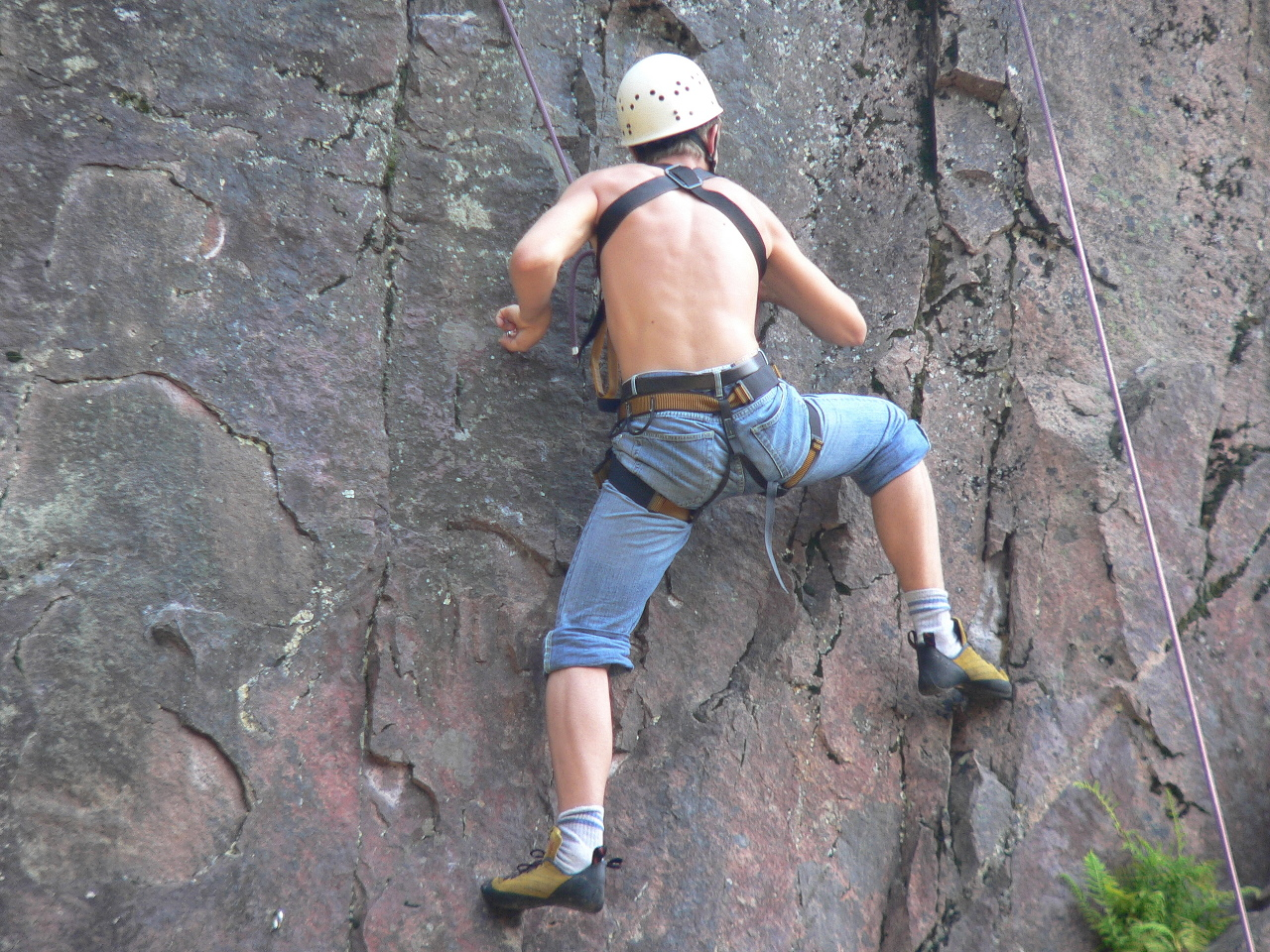
"Top-rope"

Estes termos, respectivamente em Francês e em Inglês, referem-se a uma técnica que consiste em assegurar a sua ascensão por uma corda que passa por um mosquetão deixado pelo que abriu a via e tornou a descer.

### Escalada

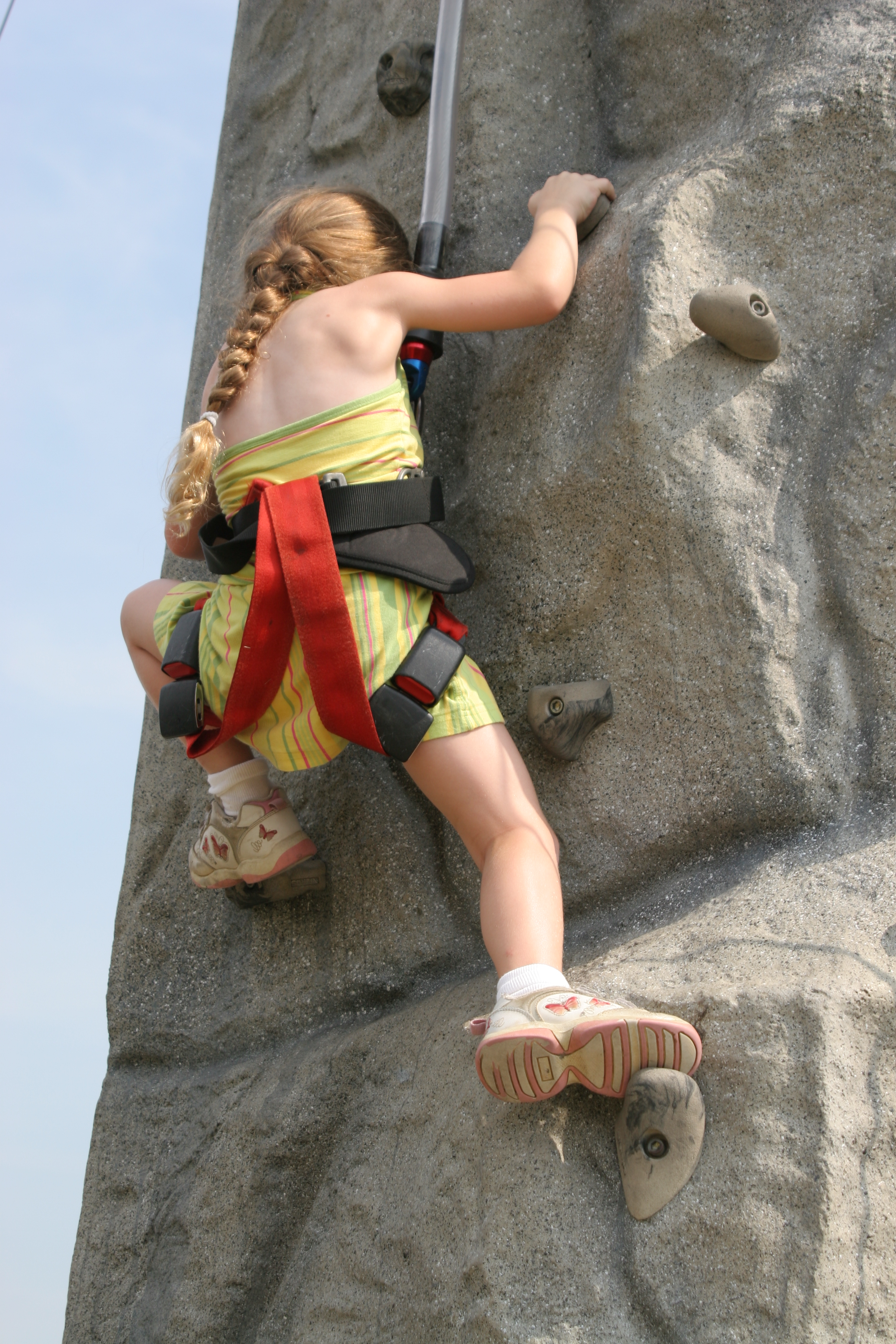
Escalada desportiva em parede artificial

A escalada é uma técnica desportiva, por vezes empregue no alpinismo, cujo fim é atingir o cume de uma parede rochosa, de um bloco ou de um muro de escalada. O terreno vai de alguns metros para o bloco ou o muro de escalada, até a centenas de metros para as paredes rochosas.
Na origem, a escalada aparece como uma atividade derivada do alpinismo e utilizada como treino para corridas de alpinismo. A escalada como prática desportiva aparece no século XIX, em Dresden, na Alemanha, e no "Lake District", na Inglaterra.
O mais importante é que a escalada é um desporto considerado de risco. Portanto é imprescindível, para todos que desejam praticá-lo, o conhecimento das técnicas específicas, obtido preferencialmente através de cursos homologados pelas associações ou federações de escalada (no Brasil, FEMERJ - Federação de Montanhismo do Estado do Rio de Janeiro, FEMESP - Federação de Montanhismo do Estado de São Paulo, Aguiperj - Associação de Guias, Instrutores e Profissionais de Escalada do Estado do Rio de Janeiro) ou ainda clubes excursionistas.

### Corrida
Em alpinismo, corrida (em francês:  course) refere-se a um percurso que deve ser feito em pouco tempo. É absolutamente normal sair-se de um refúgio de montanha às 3 ou 4 horas da manhã - com lâmpadas frontais a iluminar o caminho - para chegar ao cume antes que o sol incida fortemente sobre as faces expostas e dificulte a descida. Trata-se pois de uma verdadeira corrida contra o tempo.

## Técnicas
A técnica empregue na escalada ou no alpinismo depende do terreno onde a correspondente atividade é praticada mas há duas ou três que "fizeram história" como a ascensão em livre, a fissura Knubel, a primeira invernal, etc.